# Dana Guth

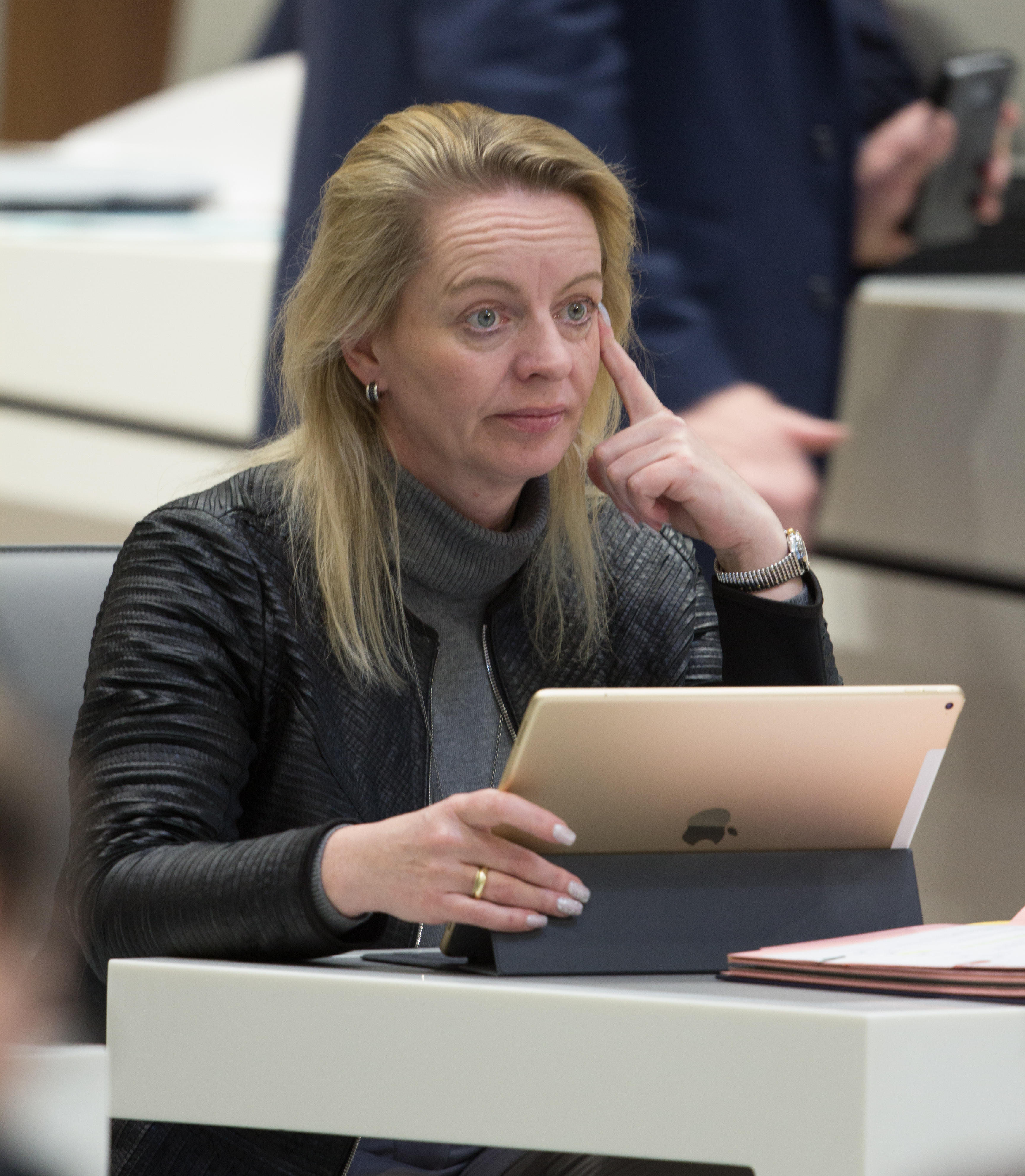
Guth em 2018

Dana Guth (nascida a 26 de julho de 1970) é uma política alemã da Baixa Saxónia. Desde as eleições de 2017 que é a líder do grupo da Alternativa para a Alemanha (AfD) no Landtag da Baixa Saxónia. De 2018 a 2020 Guth foi presidente da AfD no estado federal da Baixa Saxónia.